# ایبوتیلید
ایبوتیلید (انگلیسی: Ibutilide) یک داروی ضد آریتمی دسته III است که برای تبدیل قلبی حاد فیبریلاسیون دهلیزی و فلوتر دهلیزی که اخیراً شروع شده به ریتم سینوسی نشان داده شده است کاربرد دارد. این دارو اثر ضد آریتمی خود را با القای جریان آرام سدیم به سمت درون سلول اعمال می‌کند که پتانسیل عمل و دوره مقاوم سازی سلول‌های میوکارد را طولانی می‌کند. به دلیل فعالیت ضد آریتمی دسته III، نباید داروهای دسته Ia و دسته III همزمان تجویز شود.

## مکانیسم عمل
ایبوتیلید، مانند سایر داروهای ضد آریتمی کلاس III، جریان پتاسیم اصلاح شده با تاخیر را مسدود می‌کند.
این دارو روی کانال سدیم آهسته عمل می‌کند و هجوم سدیم را از راه این کانال‌های آهسته تقویت می‌کند.
اگرچه به نظر می‌رسد جریان پتاسیم نقشی را ایفا می کند، اما برهم‌کنش آنها پیچیده است و به خوبی شناخته نشده است. مکانیسم ویژه ایبوتیلید با فعال‌سازی یک جریان سدیم درونی خاص عمل می‌کند، بنابراین پاسخ درمانی آن را ایجاد می‌کند که در آن پتانسیل عمل طولانی‌مدت، مقاومت قلبی میوسیت‌ها را در صورت فیبریلاسیون دهلیزی و فلوتر افزایش می‌دهد.

## عوارض جانبی و موارد منع مصرف
مانند سایر داروهای ضد آریتمی، ایبوتیلید به دلیل توانایی خود در طولانی‌کردن فاصله QT می‌تواند منجر به ریتم غیرطبیعی قلب شود، که می‌تواند منجر به ریتم غیرطبیعی قلب بالقوه کشنده به نام تورساد د پوینت شود. در نتیجه، این دارو در بیمارانی که احتمال دارد ریتم قلب غیرطبیعی ایجاد کنند، منع مصرف دارد. این موضوع شامل افرادی می‌شود که قبلاً تاکی کاردی بطنی چند شکلی را تجربه کرده اند، فاصله QT طولانی مدت، سندرم سینوس بیمار دارند یا اخیراً سکته قلبی داشته‌اند.